# Paco Underhill
Paco Underhill é um psicológo comportamental norte-americano especializado em ciência do consumo.
Entre seus livros publicados em português estão "Vamos às Compras!" e "O que as mulheres querem?".
Em seus estudos, ele pesquisa a interação entre pessoas e o ambiente de compras com o objetivo de tornar possível o aperfeiçoamento da experiência do consumidor no ponto de venda.
Respeitado entre os acadêmicos e profissionais focados no comércio, foi objeto de artigos do The New Yorker e escreveu para American Demographics e Adweek.